# プログレスM1-9
プログレスM1-9（Progress M1-9）は2002年9月25日に打ち上げられたプログレス補給船。国際宇宙ステーションへの補給活動に使用され、バージョンはProgress-M1 11F615A55、シリアル番号は258。NASAによる名称はプログレス9（Progress 9 略称: 9P）。

## 飛行記録
2002年9月25日16時58分24秒（GMT、以下同）、バイコヌール宇宙基地のSite 1/5からソユーズFGロケットによって打ち上げられた。同月29日17時00分54秒ズヴェズダのAftポートにドッキングし 、ISSに食料・水・酸素・科学研究を行うための装置などを補給した。
約4か月後の2003年2月1日16時00分54秒にドッキングを解除し、プログレスM-47のためにポートを空けた。同日19時10分00秒に軌道を離脱して、太平洋上空で大気圏再突入を果たした。この時間は丁度コロンビア号空中分解事故の6時間後だった。燃え尽きなかった機体の一部はおよそ20時00分28秒に海上に落下した。